# Playa de la Arena (Santiago del Teide)

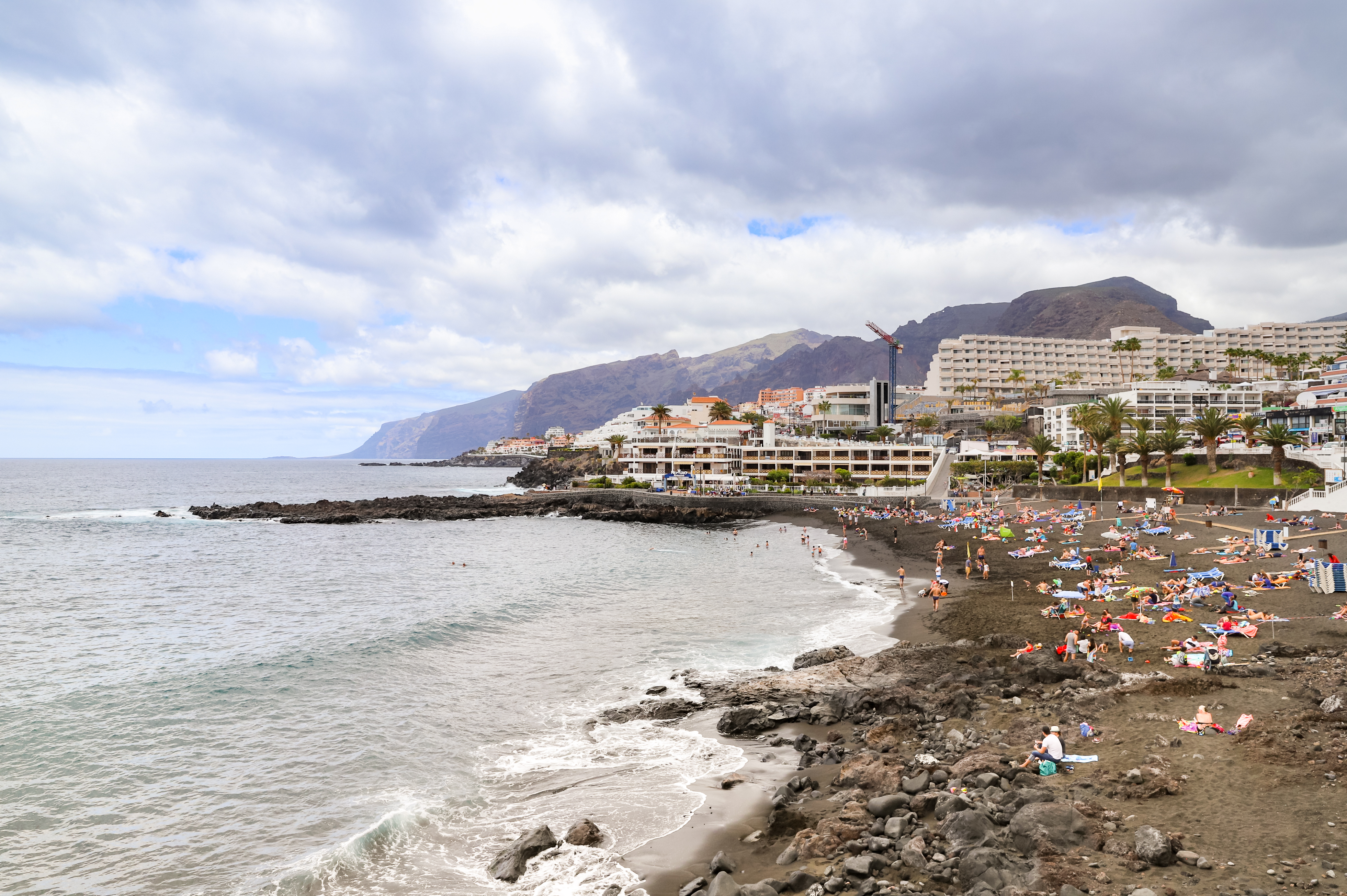
Playa de la Arena

La playa de la Arena es una pequeña caleta de arenas negras situada en el núcleo de población de Puerto de Santiago (Tenerife), en el municipio tinerfeño de Santiago del Teide. Tiene una pronunciada pendiente en la orilla, lo que hace que las olas de apreciable tamaño rompan con violencia, siendo fuente de diversión para los bañistas.
Ostenta el título de ser la playa decana de la isla con el reconocimiento de Bandera Azul,  distintivo que otorga anualmente la Fundación Europea de Educación Ambiental a las playas y puertos que cumplen una serie de condiciones ambientales e instalaciones.
El lugar más conocido en playa de la Arena, aparte de su playa, es la conocida parada de guaguas en donde constan cuatro bancos de color teja, este lugar es también llamado por los lugareños "Los Bancos".